# Ulrich (Glockengießerfamilie)
Ulrich ist der Name einer Glockengießerfamilie, die zunächst in Laucha und ab 1759 in Apolda wirkte.

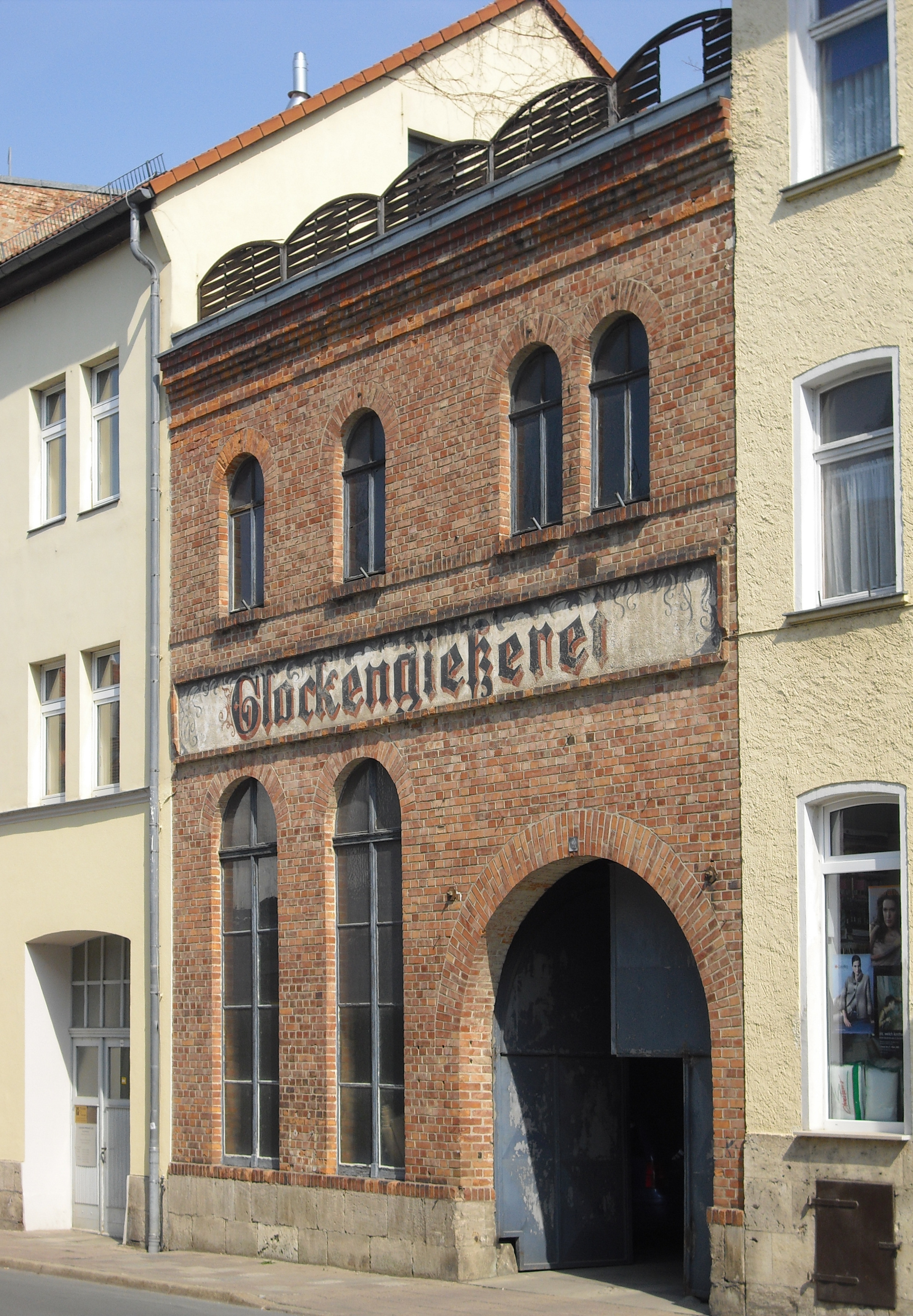
Glockengießerei in Apolda, Robert-Koch-Straße

## Geschichte

### 1732: Die Anfänge in Laucha und die Gründung der Firma „Gebrüder Ulrich“
Johann Georg Ulrich der Ältere gründete das Unternehmen um 1732 in Laucha. Er hatte drei Söhne, die nach und nach im Unternehmen mitarbeiteten:
Johann Georg Ulrich (1737–1812), Johann Gottlob Ulrich (1740–1825) und Johann Christoph Ulrich (1744–1812) und ab 1750, 1763 und 1767 Teilhaber wurden. Sie firmierten nun als Gebrüder Ulrich.
1759 übernahmen Johann Georg und später auch sein Bruder Johann Gottlob zudem eine 1722 von Johann Christoph Rose gegründete Glockengießerei in Apolda.
Mit Johann Christoph Ulrich gab es jedoch schließlich Streitigkeiten, bei denen unter anderem Johann Wolfgang Goethe als Hofrat konsultiert wurde.
Ab 1863 wurde das Stammunternehmen durch die Brüder Johann Moritz Heinrich Ulrich (* 24. Juni 1821 in Apolda; † 22. Januar 1875 ebenda) und Franz Wilhelm August Ulrich (* 1. Oktober 1825 in Apolda; † 13. September 1897 ebenda) geführt. Jakob Friedrich Johann Heinrich Ulrich (1. Juli 1850 in Apolda; † 25. Mai 1903 ebenda) wurde 1884 Inhaber. 1902 musste das Unternehmen Gebrüder Ulrich wegen der qualitativ überlegenen Konkurrenz Konkurs anmelden.

### 1826: Die Gründung der Firma „Carl Friedrich Gottfried Ulrich“
Carl Friedrich Gottfried Ulrich (* 22. März 1801 in Apolda; † 22. Dezember 1848 ebenda) gründete 1826 unter seinem Namen eine weitere konkurrierende Glockengießerei in Apolda. 1849 folgte ihm sein erst 18-jähriger Sohn Ernst Friedrich Christian Ulrich (1830 in Apolda; † 2. September 1861 ebenda). Beide hatten bis zu diesem Zeitpunkt 768 Kirchenglocken gegossen.
Anfang des Jahres 1862 übernahm der Bruder Carl Richard Emil Ulrich das in der unteren Bahnhofstraße gelegene Unternehmen. Er heiratete 1865 die Schwester von Franz Friedrich August Schilling. Ab 1868 erlernte Franz Schilling das Glockengießerhandwerk, arbeitete nach der Lehre in der Firma seines Schwagers als Geselle, wurde 1877 Teilhaber und entwickelte das Unternehmen, ab 1911 unter dem Namen „Franz Schilling Söhne“, sehr erfolgreich weiter. Ulrich schied Ende 1878 aus dem Geschäft aus. Er hatte von 1862 bis 1877 insgesamt 492 Kirchenglocken gegossen.

### 1910: Neugründung durch Heinrich Karl Ulrich, Wandlung als AG, Enteignung und Schließung

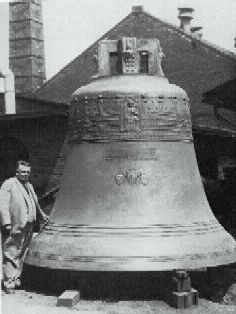
Die für den Kölner Dom hergestellte Petersglocke

1910 gründete Heinrich Karl Ulrich (* 25. März 1876 in Apolda; † 12. Februar 1924 in Weimar) das Unternehmen neu. Unter seiner Leitung entstand die größte Glocke für den Kölner Dom, die Petersglocke (Decke Pitter), zudem die größte am geraden Joch freischwingende Glocke der Welt. Ihr Läuten in Köln erlebte er nicht mehr. Sein Grabmal mit Glocke befindet sich auf dem Historischen Friedhof Weimar.
Nach dem Ersten Weltkrieg, in dem viele Glocken für Rüstungszwecke eingeschmolzen worden waren, wurden Zweigwerke gegründet. So erfolgte 1918 eine Kooperation mit der Gießerei J. F. Weule in Bockenem. Sie stellte Eisenhartgussglocken her. 1921 wurde ein weiteres Werk in Kempten am Ostbahnhof eröffnet. Nach Heinrich Karl Ulrichs Tod 1924 erfolgte die Umwandlung der Gießerei in eine Aktiengesellschaft. Danach gingen die Geschäfte immer schlechter. 1930 zog das Unternehmen sich aus dem Kemptener Werk zurück und verpachtete das Werk an einen Glockengießer aus Kempten, der es bis in die 50er Jahre zum Glockengießen verwendete.
Die Gießerei in Apolda wurde 1949 von der DDR enteignet und später aufgegeben.

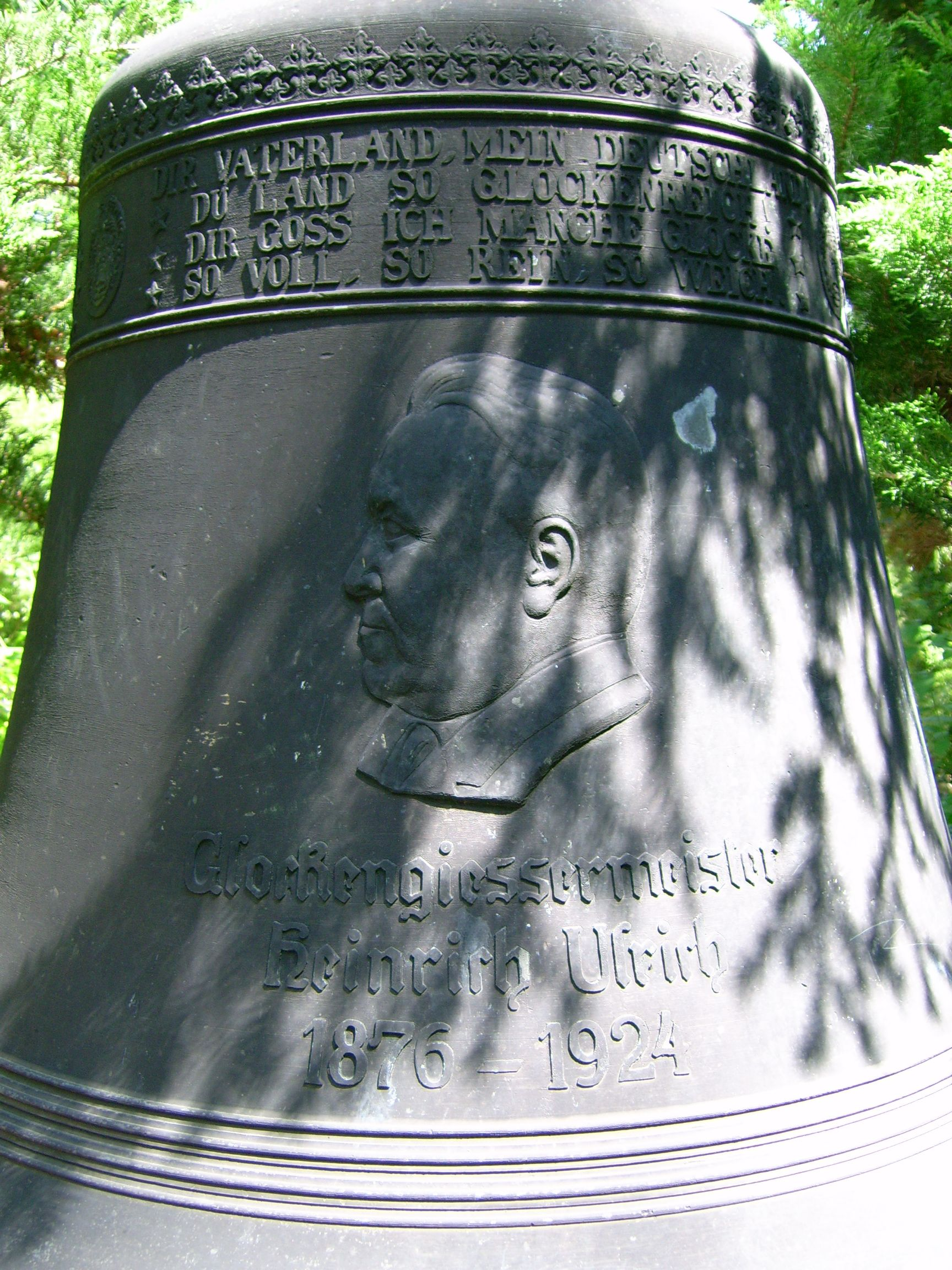
Eine Glocke als Grabmal für Heinrich Ulrich auf dem Historischen Friedhof Weimar mit der rückseitigen Inschrift: „Der Meister der grossen Glocke im Dom zu Köln“.

## Werke (Auswahl)

### Gebrüder Ulrich

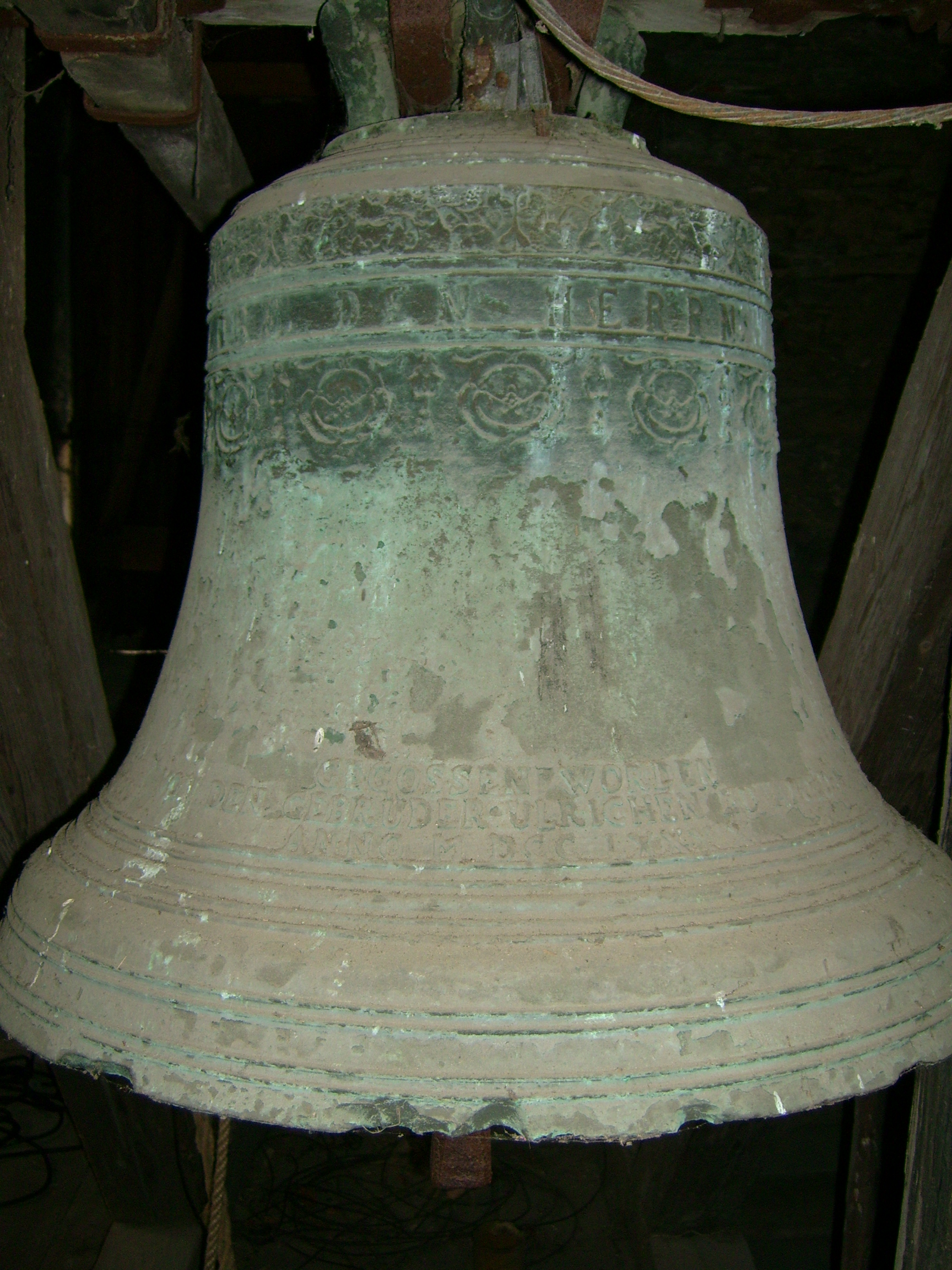
Glocke in Ettersburg

- Bechstedtstraß, St. Bonifatius: 655 mm, 174 kg, es2, 1819
- Blankenhain, Nonnenkirche St. Anna: 820 mm, 6 ½ Ztr., h', 1801
- Ettersburg, St. Justinus und St. Laurentius: 700 mm, 160 kg, cis2, 1790
- Großenstein, Kirche: 1235 mm, 1060 kg, es'+4, 1760
- Großlohma, Kirche: 520 mm, 110 kg, e2, 1831
- Großromstedt, St. Michael: 880 mm, 350 kg, a', 1795
- Kösnitz, Kirche: 920 mm, 450 kg, as', 1803
- Obernissa, Simon Petrus: 745 mm, 300 kg, c2, 1802
- Ohrdruf, Michaeliskirche, Dreiergeläute h° dis' fis', 1822
- Pfiffelbach, Kirche: 1170 mm, 1010 kg, f', 1791
- Schellroda, St. Georg: 660 mm, es2, 1865
- Weimar, Herz-Jesu-Kirche: drei Glocken,  1225 mm, 1140 kg, dis'; 1020 mm, 620 kg, fis'; 799 mm, 330 kg, h', 1891

### Carl Friedrich Ulrich
- Apolda, Lutherkirche: 955 mm, 560 kg, gis', 1870
- Buchfart, Zu unseren lieben Frauen: 640 mm, 2 ½ Ztr., c2, 1850
- Denstedt, Kirche: 700 mm, 210 kg, cis2, 1847
- Frankendorf, Kirche: 570 mm,1 ¾ Ztr., fis2, 1841
- Großkromsdorf, Glockenturm auf dem Schloßvorplatz: 900 mm, d2, 1827
- Leopoldshall: drei Glocken für die Kirche St. Johannis (Leopoldshall) 1876[3]
- Mechelroda, Kirche: 510 mm, 100 kg, fis2, 1852
- Ramsla, St. Johannes Baptista: 580 mm, 145 kg, es2,1851

### Heinrich Karl Ulrich
- Heichelheim, St. Bonifatius: 1062 mm, 750 kg, fis', 1925
- Köln, Dom: Petersglocke 3220 mm, 24.000 kg, c0, 1922
- Schmölln (Thüringen), Katholische Kirche „St. Maria immaculata“, drei Glocken aus Bronze (e' - g' - h'), April 1914
- Schwarza, Kirche: 748 mm, 275 kg, cis2, 1936

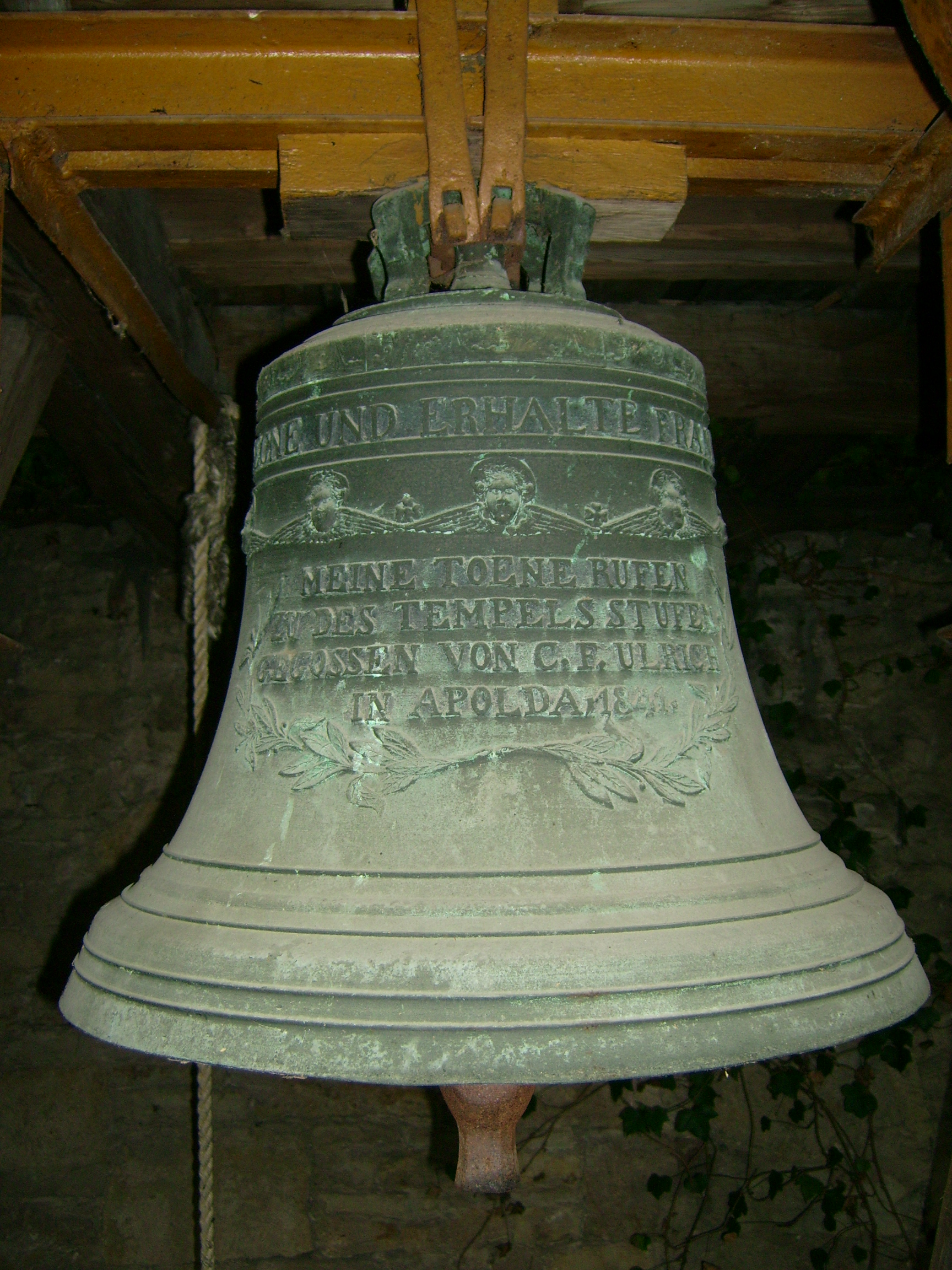
Glocke in Frankendorf

### Ulrich & Weule
- Barntrup, Evangelische Kirche Barntrup: Stahlglocke, 1921
- Blankenhain, St. Severi: drei Glocken, 1660 mm, 1950 kg, es'; 1350 mm, 1.100 kg, ges'; 1080 mm, 500 kg, b', 1922
- Greußenheim, St. Bartholomäuskirche, vier Stahlglocken, es-f-g-b, 1921
- Keßlar, Annenkirche: zwei Glocken, 1210 mm und 1010 mm, 710 kg und 427 kg, gis' und h', 1922
- Rottdorf, Kirche: 1080 mm und 920 mm, a' und c2, 1922
- Zirchow (Pommern): drei Glocken aus Stahl, 1100 mm – 900 mm – 770 mm, a0, cis', e', 1920
- Brühl Badorf, Kirche: 1528 mm, 1354 mm, 1127 mm, 999 mm und 934 mm, e', g', a', h', c" und c2, 1922

## Varia
Das Dreiergeläut h0 – dis1 – fis1 des Michaelisturms zu Ohrdruf aus dem Jahr 1822 stammt von der Glockengießerfamilie Ulrich, es hat ein Gesamtgewicht von 4070 Kilogramm. Dieses Geläut ist aus kunsthistorischer und denkmalpflegerischer Sicht einzigartig, da es ein vollständig erhaltenes und aus einem Guss stammendes Geläut aus der ersten Hälfte des 19. Jahrhunderts sowie zugleich ein bedeutendes Beispiel der Ulrichschen Glockengussmeisterschaft ist.